# Palazzo dei Priori (Todi)
Pour les articles homonymes, voir Palazzo dei Priori.
Le Palazzo dei Priori est un palais situé sur le côté sud de la Piazza del Popolo de Todi en Ombrie.

## Historique
Placé face à la cathédrale, il est construit en style gothique puis agrandi entre 1334 et 1347.
Érigée en 1369 sur le côté gauche du palais, sa tour à plan trapézoïdal renforce l'aspect massif et imposant de l'architecture du bâtiment. Aménagé selon les souhaits du pape Léon X en 1513, la façade se dote de deux ordres de fenêtres de style Renaissance. En haut et vers la gauche, se trouve scellé un bronze de  Giovanni di Gigliaccio de 1339 représentant l'aigle, symbole de la ville de Todi.
Après avoir été la résidence du podestat, des prieurs et de dignitaires pontificaux, il accueille aujourd'hui des bureaux des services publics. Son intérieur conserve des salles peintes a fresco du XIVe siècle et la salle de la tour abrite une fresque de Vierge à l'Enfant attribuée à l'école de Lo Spagna.

## Sources
- (it) Cet article est partiellement ou en totalité issu de l’article de Wikipédia en italien intitulé « Palazzo dei Priori (Todi) » (voir la liste des auteurs).